# Élections législatives jamaïcaines de 1967

Répartition dans l'assemblée : le Parti travailliste de Jamaïque est en vert

Des élections législatives ont lieu en Jamaïque le 21 février 1967. Elles sont remportées par le Parti travailliste de Jamaïque, qui gagne 33 sièges sur 53. La participation est de 82,2 %.

## Résultats
| Party                          | Votes   | %    | Seats | +/-     |
| ------------------------------ | ------- | ---- | ----- | ------- |
| Parti travailliste de Jamaïque | 224 180 | 50,7 | 33    | +7      |
| Parti national du peuple       | 217 207 | 49,1 | 20    | +1      |
| Parti unifié de la Jamaïque    | 163     | 0,0  | 0     | Nouveau |
| Parti Nous la Jamaïque         | 133     | 0,0  | 0     | Nouveau |
| Parti républicain              | 45      | 0,0  | 0     | Nouveau |
| Indépendants                   | 844     | 0,2  | 0     | 0       |
| Votes invalides/blancs         | 4 243   | –    | –     | –       |
| Total                          | 446 815 | 100  | 53    | +8      |
| Source : Nohlen                |         |      |       |         |